# Đường lên đỉnh Olympia năm thứ 21
Đường lên đỉnh Olympia năm thứ 21, thường được gọi là Olympia 21 hay O21 là năm thứ 21 chương trình Đường lên đỉnh Olympia do Đài Truyền hình Việt Nam và công ty truyền thông NCC thực hiện, phát sóng số đầu tiên vào ngày 27 tháng 9 năm 2020. Trận chung kết năm đã được tổ chức vào ngày 14 tháng 11 năm 2021 và được truyền hình trực tiếp trên kênh VTV3.
Nhà vô địch năm thứ 21 là Nguyễn Hoàng Khánh đến từ trường THPT Bạch Đằng, Quảng Ninh. Với chức vô địch của Hoàng Khánh, tỉnh Quảng Ninh hiện là tỉnh, thành có số lần vô địch Olympia nhiều nhất với 3 lần.
Và đây cũng là lần cuối cùng của MC Diệp Chi dẫn dắt chương trình này với MC Ngọc Huy.

## Luật chơi

### Khởi động
Mỗi thí sinh sẽ lần lượt khởi động với số câu hỏi không giới hạn thuộc các lĩnh vực: khoa học tự nhiên, khoa học xã hội, thể thao, nghệ thuật, danh nhân/sự kiện, tiếng Anh... trong 1 phút. Mỗi câu trả lời đúng được 10 điểm, trả lời sai không được điểm.

#### Olympedia
Olympedia là một mục nhỏ trong chương trình Đường lên đỉnh Olympia, sau khi phần thi Khởi động kết thúc, nhằm cung cấp thêm thông tin về một câu hỏi ngẫu nhiên đã được đưa ra trong phần thi này.

### Vượt chướng ngại vật
Có 4 từ hàng ngang - cũng chính là 4 gợi ý liên quan đến chướng ngại vật mà 4 thí sinh phải tìm. Có 1 gợi ý thứ 5 (gợi ý trung tâm) là một hình ảnh liên quan đến chướng ngại vật hoặc chính là chướng ngại vật. Hình ảnh được chia thành 5 ô đánh số thứ tự từ 1 - 4 và 1 ô trung tâm.
Mỗi thí sinh có 1 lượt lựa chọn để chọn trả lời một trong các từ hàng ngang này. Cả bốn thí sinh trả lời câu hỏi bằng máy tính trong thời gian suy nghĩ 15 giây/câu. Trả lời đúng mỗi từ hàng ngang sẽ được 10 điểm. Ngoài việc mở được từ hàng ngang, nếu trả lời đúng, 1 góc (được đánh số tương ứng với số từ hàng ngang) của hình ảnh - cũng được mở ra.
Thí sinh có thể bấm chuông trả lời chướng ngại vật bất cứ lúc nào. Trả lời đúng chướng ngại vật trong vòng 1 từ hàng ngang đầu tiên được 80 điểm, trong 2 từ hàng ngang được 60 điểm, 3 từ hàng ngang được 40 điểm, 4 từ hàng ngang được 20 điểm, sau gợi ý cuối cùng được 10 điểm.
Sẽ có 15 giây để bấm chuông đưa ra câu trả lời sau khi kết thúc các từ hàng ngang và một câu ở ô trung tâm. Trường hợp nếu hết giờ thì sẽ nhờ khán giả trả lời, khán giả trả lời đúng sẽ nhận kỷ niệm chương của chương trình. Nếu không có khán giả trả lời, MC sẽ công bố đáp án chướng ngại vật.
Nếu trả lời sai chướng ngại vật sẽ bị loại khỏi phần chơi này.
Điểm số tối đa mà thí sinh giành được ở phần thi này là 90 điểm.

### Tăng tốc
Có 4 câu hỏi, thời gian suy nghĩ: 30 giây/câu.
4 thí sinh cùng trả lời bằng máy tính. Thí sinh trả lời đúng và nhanh nhất được 40 điểm, đúng và nhanh thứ 2 được 30 điểm, cứ tương tự như thế, nhanh thứ 3 là 20 điểm và nhanh thứ 4 là 10 điểm.
3 loại câu hỏi được sử dụng trong phần thi này:
- 1 câu hỏi IQ (câu số 1): Các dạng câu hỏi ở dạng này rất rộng, bao gồm tìm số khác trong dãy số, tìm hình khác nhất so với các hình đã cho, tìm quy luật để điền hình đúng, giải mật mã,...
- 1 câu hỏi sắp xếp/lọc/quan sát hình ảnh (câu số 3): Thí sinh phải (1) sắp xếp các bức ảnh theo một trật tự nhất định hoặc (2) lọc các bức ảnh tương ứng với các đáp án A, B, C, D, E... phù hợp với nội dung câu hỏi hoặc (3) xem hình ảnh gợi ý về một sự vật và đoán sự vật đó.
- 2 câu hỏi dữ kiện (câu số 2 và 4): Các bức ảnh, dữ kiện được đưa ra theo thứ tự từ mơ hồ tới chi tiết. Bằng các gợi ý này, thí sinh phải trả lời các câu hỏi như: "Đây là ai / gì", "Đây là địa danh nào", "Đây là loài vật nào"...

Điểm số tối đa thí sinh giành được trong phần thi này là 160 điểm.

### Về đích
Có 3 mức điểm: 10 điểm, 20 điểm và 30 điểm, mỗi mức điểm gồm 3 câu hỏi. Thời gian suy nghĩ và trả lời câu hỏi 10 điểm là 10 giây, câu 20 điểm là 15 giây và câu 30 điểm là 20 giây.
Thí sinh có 1 lượt lựa chọn 3 câu hỏi tùy ý. Thí sinh đang trả lời gói câu hỏi của mình phải đưa ra câu trả lời trong thời gian quy định của chương trình. Trả lời đúng ghi được điểm của câu hỏi. Nếu thí sinh trả lời sai hoặc không trả lời được câu hỏi thì chỉ một người nhấn chuông nhanh nhất giành được quyền trả lời. Trả lời đúng giành được điểm của câu hỏi đó từ người trả lời sai, trả lời sai bị trừ đi một nửa số điểm của câu hỏi.
Mỗi thí sinh được đặt ngôi sao hy vọng một lần cho một câu trong số các câu đã chọn. Trả lời đúng câu hỏi có ngôi sao hy vọng được nhân đôi số điểm. Trả lời sai bị trừ đi số điểm của câu hỏi.
Thứ tự tham gia phần thi Về đích của các thí sinh như sau:
- Lượt 1 dành cho thí sinh có điểm cao nhất sau phần thi Tăng tốc (và có số thứ tự đứng nhỏ nhất trong các thí sinh có cùng điểm).
- Lượt 2 dành cho thí sinh có điểm cao hơn[3] trong các thí sinh còn lại (và có số thứ tự đứng nhỏ nhất trong các thí sinh có cùng điểm).
- Lượt 3 dành cho thí sinh có điểm cao hơn[3] trong 2 thí sinh còn lại (và có số thứ tự đứng nhỏ hơn nếu 2 thí sinh bằng điểm)
- Lượt 4 dành cho thí sinh còn lại.

Điểm số tối đa thí sinh giành được trong phần thi này là 390 điểm.

### Câu hỏi phụ
Sau phần thi Về đích, các thí sinh có cùng số điểm cao nhất hoặc số điểm nhì cao nhất sẽ bước vào phần thi Câu hỏi phụ. Các thí sinh có 15 giây để trả lời các câu hỏi của chương trình. Thí sinh giành quyền trả lời nhanh nhất và trả lời đúng một trong số các câu hỏi sẽ là người dành chiến thắng, trả lời sai thì quyền trả lời thuộc về thí sinh còn lại. Nếu không thí sinh nào trả lời đúng, họ sẽ bước sang câu hỏi tiếp theo để phân thắng bại. Sau 3 câu hỏi, nếu không tìm được người thắng cuộc, các thí sinh sẽ phải bốc thăm để chọn ra người thắng cuộc.
Trong một câu hỏi, nếu có thí sinh bấm chuông trả lời trước khi có hiệu lệnh của người dẫn chương trình, thí sinh đó sẽ bị mất quyền trả lời câu hỏi.

### Giải thưởng
Lần đầu tiên kể từ năm thứ 12, chương trình quyết định nâng mức giải thưởng cho các cuộc thi. Mức giải này được áp dụng kể từ trận chung kết năm thứ 20. 
| Cuộc thi  | Giải nhất                    | Giải nhì        | Giải ba        |
| --------- | ---------------------------- | --------------- | -------------- |
| Tuần      | 10.000.000 VNĐ + Cúp kỉ niệm | 8.000.000 VNĐ   | 5.000.000 VNĐ  |
| Tháng     | 15.000.000 VNĐ + Cúp kỉ niệm | 10.000.000 VNĐ  | 8.000.000 VNĐ  |
| Quý       | 30.000.000 VNĐ + Cúp kỉ niệm | 20.000.000 VNĐ  | 15.000.000 VNĐ |
| Chung kết | 40.000 USD + Cúp kỉ niệm     | 100.000.000 VNĐ | 50.000.000 VNĐ |

## Các số phát sóng
| Chung kết năm | Chung kết năm       | Tổng kết | Tổng kết                                                                          |
| ------------- | ------------------- | -------- | --------------------------------------------------------------------------------- |
| Quý 1         | Nguyễn Hoàng Khánh  | Vô địch  | Nguyễn Hoàng Khánh THPT Bạch Đằng, Quảng Ninh                                     |
| Quý 2         | Nguyễn Việt Thái    | Vô địch  | Nguyễn Hoàng Khánh THPT Bạch Đằng, Quảng Ninh                                     |
| Quý 3         | Nguyễn Thiện Hải An | Kỷ lục   | Nguyễn Thiện Hải An - 410 điểm THPT Chuyên Khoa học Tự nhiên, ĐHQG Hà Nội, Hà Nội |
| Quý 4         | Nguyễn Đình Duy Anh | Kỷ lục   | Nguyễn Thiện Hải An - 410 điểm THPT Chuyên Khoa học Tự nhiên, ĐHQG Hà Nội, Hà Nội |

| Màu sắc sử dụng trong các bảng kết quả                  |
| ------------------------------------------------------- |
| Thí sinh đạt giải nhất và lọt vào vòng thi tháng, quý   |
| Thí sinh đạt giải nhất và lọt vào vòng chung kết        |
| Thí sinh lọt vào vòng trong nhờ có số điểm nhì cao nhất |
| Thí sinh vô địch chung kết Năm                          |

### Tuần 1 - Tháng 1 - Quý 1 | 27/9/2020 (1)
| Họ tên thí sinh      | Trường                                               | Khởi động | VCNV | Tăng tốc | Về đích | Tổng điểm |
| -------------------- | ---------------------------------------------------- | --------- | ---- | -------- | ------- | --------- |
| Võ Phương Nam        | THPT Chuyên Bảo Lộc, Lâm Đồng                        | 80        | 30   | 120      | 25      | 255       |
| Nguyễn Hoàng Khánh   | THPT Bạch Đằng, Quảng Ninh                           | 110       | 20   | 100      | 90      | 320       |
| Đoàn Đặng Phương Nam | PT Năng khiếu, ĐHQG TP. Hồ Chí Minh, TP. Hồ Chí Minh | 60        | 20   | 20       | -60     | 40        |
| Nguyễn Quang Huy     | THPT Ngô Quyền - Ba Vì, Hà Nội                       | 100       | 10   | 110      | 100     | 320       |

### Tuần 2 - Tháng 1 - Quý 1 | 4/10/2020 (2)
| Họ tên thí sinh | Trường                                | Khởi động | VCNV | Tăng tốc | Về đích | Tổng điểm |
| --------------- | ------------------------------------- | --------- | ---- | -------- | ------- | --------- |
| Lê Nguyên Hạo   | THPT An Ninh, Long An                 | 70        | 20   | 50       | 20      | 160       |
| Khuất Thanh Sơn | PT Liên cấp Edison, Hưng Yên          | 50        | 10   | 80       | 70      | 210       |
| Nguyễn Minh Đức | THPT Nguyễn Huệ, Ninh Bình            | 70        | 30   | 100      | 40      | 240       |
| Trần Công Phúc  | THPT Chuyên Trần Hưng Đạo, Bình Thuận | 60        | 20   | 110      | 30      | 220       |

### Tuần 3 -  Tháng 1 - Quý 1 | 11/10/2020 (3)
| Họ tên thí sinh        | Trường                                 | Khởi động | VCNV | Tăng tốc | Về đích | Tổng điểm |
| ---------------------- | -------------------------------------- | --------- | ---- | -------- | ------- | --------- |
| Nguyễn Anh Khôi        | THPT Chuyên Nguyễn Chí Thanh, Đắk Nông | 120       | 90   | 80       | 20      | 310       |
| Trần Thảo Linh         | THPT Huỳnh Thúc Kháng, Hà Nội          | 70        | 10   | 0        | 10      | 90        |
| Nguyễn Anh Sáng        | THPT Lê Lợi, Nghệ An                   | 40        | 0    | 0        | -35     | 5         |
| Nguyễn Phú Thiên Hương | THPT Nhơn Trạch, Đồng Nai              | 50        | 0    | 0        | 30      | 80        |

### Tháng 1 - Quý 1 | 18/10/2020 (4)
| Tháng 1 - Quý 1    | Tháng 1 - Quý 1                        | Tháng 1 - Quý 1 | Tháng 1 - Quý 1 | Tháng 1 - Quý 1 | Tháng 1 - Quý 1 | Tháng 1 - Quý 1 |
| Họ tên thí sinh    | Trường                                 | Khởi động       | VCNV            | Tăng tốc        | Về đích         | Tổng điểm       |
| ------------------ | -------------------------------------- | --------------- | --------------- | --------------- | --------------- | --------------- |
| Nguyễn Minh Đức    | THPT Nguyễn Huệ, Ninh Bình             | 20              | 30              | 40              | -30             | 60              |
| Nguyễn Anh Khôi    | THPT Chuyên Nguyễn Chí Thanh, Đắk Nông | 60              | 20              | 90              | 55              | 225             |
| Nguyễn Hoàng Khánh | THPT Bạch Đằng, Quảng Ninh             | 70              | 30              | 60              | 110             | 270             |
| Nguyễn Quang Huy   | THPT Ngô Quyền - Ba Vì, Hà Nội         | 80              | 20              | 110             | 70              | 280             |

### Tuần 1 - Tháng 2 - Quý 1 | 25/10/2020 (5)
| Họ tên thí sinh      | Trường                      | Khởi động | VCNV | Tăng tốc | Về đích | Tổng điểm |
| -------------------- | --------------------------- | --------- | ---- | -------- | ------- | --------- |
| Phí Thanh Thuý       | THPT Sông Công, Thái Nguyên | 30        | 0    | 70       | -30     | 70        |
| Đặng Lê Trà My       | THPT Hương Khê, Hà Tĩnh     | 40        | 10   | 50       | -40     | 60        |
| Vũ Công Thành        | THPT Chu Văn An, Hà Nội     | 120       | 70   | 150      | 60      | 400       |
| Nguyễn Trí Hoàng Phú | THPT Hướng Hoá, Quảng Trị   | 80        | 10   | 70       | 60      | 220       |

### Tuần 2 -  Tháng 2 - Quý 1 | 1/11/2020 (6)
| Họ tên thí sinh    | Trường                                | Khởi động | VCNV | Tăng tốc | Về đích | Tổng điểm |
| ------------------ | ------------------------------------- | --------- | ---- | -------- | ------- | --------- |
| Phạm Đình Tân      | THPT Chuyên Nguyễn Tất Thành, Kon Tum | 60        | 10   | 50       | 20      | 140       |
| Ngô Đức Trung      | THPT Nguyễn Hữu Huân, TP. Hồ Chí Minh | 50        | 90   | 60       | 70      | 270       |
| Đặng Tuấn Linh     | THPT Trần Quang Khải, Hưng Yên        | 110       | 10   | 80       | 50      | 250       |
| Nguyễn Tiến Phương | THPT Hoài Đức B, Hà Nội               | 30        | 10   | 70       | -10     | 100       |

### Tuần 3 - Tháng 2 - Quý 1 | 8/11/2020 (7)
| Họ tên thí sinh          | Trường                                      | Khởi động | VCNV | Tăng tốc | Về đích | Tổng điểm |
| ------------------------ | ------------------------------------------- | --------- | ---- | -------- | ------- | --------- |
| Ngô Nguyễn Thị Đan Quỳnh | THPT Lý Tự Trọng, Bình Định                 | 60        | 0    | 50       | -30     | 80        |
| Trần Đức Trung           | THPT Kim Sơn A, Ninh Bình                   | 100       | 0    | 160      | 70      | 330       |
| Bùi Tiến Thuật           | THPT Chuyên Trần Phú, Hải Phòng             | 80        | 10   | 100      | 30      | 220       |
| Tạ Lê Thanh Lam          | THPT Chuyên Nguyễn Thị Minh Khai, Sóc Trăng | 80        | 70   | 50       | -50     | 150       |

### Tháng 2 - Quý 1 | 15/11/2020 (8)
| Tháng 2 - Quý 1 | Tháng 2 - Quý 1                       | Tháng 2 - Quý 1 | Tháng 2 - Quý 1 | Tháng 2 - Quý 1 | Tháng 2 - Quý 1 | Tháng 2 - Quý 1 |
| Họ tên thí sinh | Trường                                | Khởi động       | VCNV            | Tăng tốc        | Về đích         | Tổng điểm       |
| --------------- | ------------------------------------- | --------------- | --------------- | --------------- | --------------- | --------------- |
| Trần Đức Trung  | THPT Kim Sơn A, Ninh Bình             | 100             | 20              | 100             | 25              | 245             |
| Ngô Đức Trung   | THPT Nguyễn Hữu Huân, TP. Hồ Chí Minh | 50              | 20              | 50              | 10              | 130             |
| Đặng Tuấn Linh  | THPT Trần Quang Khải, Hưng Yên        | 70              | 20              | 120             | 45              | 255             |
| Vũ Công Thành   | THPT Chu Văn An, Hà Nội               | 100             | 70              | 100             | -20             | 250             |

### Tuần 1 - Tháng 3 - Quý 1  | 22/11/2020 (9)
| Họ tên thí sinh      | Trường                              | Khởi động | VCNV | Tăng tốc | Về đích | Tổng điểm |
| -------------------- | ----------------------------------- | --------- | ---- | -------- | ------- | --------- |
| Nguyễn Lê Lâm Phúc   | THPT Chuyên Thăng Long, Lâm Đồng    | 80        | 90   | 60       | 50      | 280       |
| Nguyễn Khánh Huyền   | THPT Châu Văn Liêm, Cần Thơ         | 40        | 10   | 70       | -55     | 65        |
| Đỗ Hồng Quân         | THPT Chuyên Hoàng Văn Thụ, Hoà Bình | 90        | 0    | 110      | 70      | 270       |
| Nguyễn Thị Vân Khánh | THPT Lạng Giang số 1, Bắc Giang     | 20        | 0    | 20       | -10     | 30        |

### Tuần 2 - Tháng 3 - Quý 1 | 29/11/2020 (10)
| Họ tên thí sinh   | Trường                             | Khởi động | VCNV | Tăng tốc | Về đích | Tổng điểm |
| ----------------- | ---------------------------------- | --------- | ---- | -------- | ------- | --------- |
| Lâm Huy Vũ        | THPT Lý Tự Trọng, Nam Định         | 90        | 0    | 100      | 20      | 210       |
| Nguyễn Sơn Tùng   | THPT Yên Viên, Hà Nội              | 70        | 80   | 160      | 0       | 310       |
| Nguyễn Gia Linh   | THPT Chuyên Hùng Vương, Bình Dương | 90        | 10   | 60       | -5      | 155       |
| Nguyễn Mạnh Quỳnh | THPT Vạn Tường, Quảng Ngãi         | 80        | 0    | 60       | 30      | 170       |

### Tuần 3 - Tháng 3 - Quý 1 | 6/12/2020 (11)
| Họ tên thí sinh   | Trường                            | Khởi động | VCNV | Tăng tốc | Về đích | Tổng điểm |
| ----------------- | --------------------------------- | --------- | ---- | -------- | ------- | --------- |
| Nguyễn Ngọc Ánh   | THPT Tiên Yên, Quảng Ninh         | 50        | 10   | 90       | -50     | 100       |
| Trần Thuý Ngân    | THPT Gia Định, TP. Hồ Chí Minh    | 90        | 10   | 40       | 10      | 150       |
| Nguyễn Khánh Bình | THPT Chuyên Lê Quý Đôn, Khánh Hoà | 50        | 70   | 100      | 30      | 250       |
| Nguyễn Ngọc Đạt   | THPT Đan Phượng, Hà Nội           | 80        | 10   | 70       | -30     | 130       |

### Tháng 3 - Quý 1 | 13/12/2020 (12)
| Tháng 3 - Quý 1    | Tháng 3 - Quý 1                     | Tháng 3 - Quý 1 | Tháng 3 - Quý 1 | Tháng 3 - Quý 1 | Tháng 3 - Quý 1 | Tháng 3 - Quý 1 |
| Họ tên thí sinh    | Trường                              | Khởi động       | VCNV            | Tăng tốc        | Về đích         | Tổng điểm       |
| ------------------ | ----------------------------------- | --------------- | --------------- | --------------- | --------------- | --------------- |
| Nguyễn Khánh Bình  | THPT Chuyên Lê Quý Đôn, Khánh Hoà   | 30              | 10              | 70              | -60             | 50              |
| Nguyễn Lê Lâm Phúc | THPT Chuyên Thăng Long, Lâm Đồng    | 40              | 10              | 80              | 70              | 200             |
| Đỗ Hồng Quân       | THPT Chuyên Hoàng Văn Thụ, Hoà Bình | 50              | 10              | 120             | 20              | 200             |
| Nguyễn Sơn Tùng    | THPT Yên Viên, Hà Nội               | 50              | 70              | 90              | 10              | 220             |

### Quý 1 | 20/12/2020 (13)
| Quý 1              | Quý 1                          | Quý 1     | Quý 1 | Quý 1    | Quý 1   | Quý 1     |
| Họ tên thí sinh    | Trường                         | Khởi động | VCNV  | Tăng tốc | Về đích | Tổng điểm |
| ------------------ | ------------------------------ | --------- | ----- | -------- | ------- | --------- |
| Đặng Tuấn Linh     | THPT Trần Quang Khải, Hưng Yên | 50        | 10    | 0        | 40      | 100       |
| Nguyễn Hoàng Khánh | THPT Bạch Đằng, Quảng Ninh     | 70        | 90    | 140      | 75      | 375       |
| Nguyễn Quang Huy   | THPT Ngô Quyền - Ba Vì, Hà Nội | 60        | 10    | 60       | -30     | 100       |
| Nguyễn Sơn Tùng    | THPT Yên Viên, Hà Nội          | 60        | 10    | 60       | -40     | 90        |

### Tuần 1 - Tháng 1 - Quý 2 | 27/12/2020 (14)
| Họ tên thí sinh  | Trường                                    | Khởi động | VCNV | Tăng tốc | Về đích | Tổng điểm |
| ---------------- | ----------------------------------------- | --------- | ---- | -------- | ------- | --------- |
| Lê Thị Bình      | THPT Tĩnh Gia 2, Thanh Hoá                | 70        | 0    | 60       | -15     | 115       |
| Lê Văn Hữu       | THPT Thái Phiên, Quảng Nam                | 70        | 50   | 120      | 80      | 320       |
| Trương Mỹ Tâm    | THPT Chuyên Thái Bình, Thái Bình          | 40        | 10   | 70       | 40      | 160       |
| Nguyễn Anh Hoàng | THPT Chuyên Lê Quý Đôn, Bà Rịa - Vũng Tàu | 50        | 20   | 110      | -30     | 150       |

### Tuần 2 - Tháng 1 - Quý 2 | 3/1/2021 (15)
| Họ tên thí sinh     | Trường                                                        | Khởi động | VCNV | Tăng tốc | Về đích | Tổng điểm |
| ------------------- | ------------------------------------------------------------- | --------- | ---- | -------- | ------- | --------- |
| Vũ Văn Trường       | THPT Khoa học Giáo dục, Hà Nội                                | 80        | 10   | 90       | -20     | 160       |
| Nguyễn Tấn Khải     | Trường Quốc tế TP. Hồ Chí Minh - Học viện Mỹ, TP. Hồ Chí Minh | 90        | 40   | 120      | 20      | 270       |
| Nông Quốc Duy       | THPT Chuyên Bắc Kạn, Bắc Kạn                                  | 40        | 20   | 70       | 70      | 200       |
| Trần Văn Quang Khải | THPT Nguyễn Bỉnh Khiêm, Gia Lai                               | 40        | 40   | 80       | 10      | 170       |

### Tuần 3 - Tháng 1 - Quý 2 | 10/1/2021 (16)
| Họ tên thí sinh   | Trường                            | Khởi động | VCNV | Tăng tốc | Về đích | Tổng điểm |
| ----------------- | --------------------------------- | --------- | ---- | -------- | ------- | --------- |
| Phạm Tuấn Anh     | THPT Kim Liên, Hà Nội             | 70        | 0    | 160      | 40      | 270       |
| Nguyễn Thuỳ Trang | THPT Gia Lộc, Hải Dương           | 30        | 0    | 30       | -20     | 40        |
| Trần Văn Minh     | THPT Chuyên Lê Quý Đôn, Quảng Trị | 70        | 60   | 80       | 65      | 275       |
| Đỗ Hồng Diệp      | THPT Phương Sơn, Bắc Giang        | 70        | 0    | 50       | -20     | 100       |

### Tháng 1 - Quý 2 | 17/1/2021 (17)
| Tháng 1 - Quý 2 | Tháng 1 - Quý 2                                               | Tháng 1 - Quý 2 | Tháng 1 - Quý 2 | Tháng 1 - Quý 2 | Tháng 1 - Quý 2 | Tháng 1 - Quý 2 |
| Họ tên thí sinh | Trường                                                        | Khởi động       | VCNV            | Tăng tốc        | Về đích         | Tổng điểm       |
| --------------- | ------------------------------------------------------------- | --------------- | --------------- | --------------- | --------------- | --------------- |
| Nguyễn Tấn Khải | Trường Quốc tế TP. Hồ Chí Minh - Học viện Mỹ, TP. Hồ Chí Minh | 70              | 70              | 110             | 70              | 320             |
| Trần Văn Minh   | THPT Chuyên Lê Quý Đôn, Quảng Trị                             | 30              | 10              | 50              | 45              | 135             |
| Lê Văn Hữu      | THPT Thái Phiên, Quảng Nam                                    | 50              | 10              | 100             | 5               | 165             |
| Phạm Tuấn Anh   | THPT Kim Liên, Hà Nội                                         | 60              | 0               | 90              | -30             | 120             |

### Tuần 1 - Tháng 2 - Quý 2 | 24/1/2021 (18)
Lương Trường Giang là thí sinh đầu tiên xác lập kỉ lục 130 điểm trong phần thi khởi động, kể từ lúc chương trình không giới hạn số câu hỏi ở phần thi này trong năm thứ 20.
| Họ tên thí sinh    | Trường                               | Khởi động | VCNV | Tăng tốc | Về đích | Tổng điểm |
| ------------------ | ------------------------------------ | --------- | ---- | -------- | ------- | --------- |
| Lương Trường Giang | THPT Chuyên Thái Nguyên, Thái Nguyên | 130       | 10   | 80       | 70      | 290       |
| Lê Trần Đăng Vũ    | THPT Tương Dương 2, Nghệ An          | 80        | 0    | 50       | -25     | 105       |
| Nguyễn Trọng Vinh  | THPT Tiên Lãng, Hải Phòng            | 80        | 70   | 60       | 40      | 250       |
| Nguyễn Nghĩa       | THPT Chợ Gạo, Tiền Giang             | 90        | 10   | 120      | 40      | 260       |

### Tuần 2 - Tháng 2 - Quý 2  | 31/1/2021 (19)
Phan Trần Tiến Hưng đã xuất sắc giành được tối đa 120 điểm trong lượt thi Về đích của mình.
| Họ tên thí sinh     | Trường                             | Khởi động | VCNV | Tăng tốc | Về đích | Tổng điểm |
| ------------------- | ---------------------------------- | --------- | ---- | -------- | ------- | --------- |
| Phan Trần Tiến Hưng | THPT Kon Tum, Kon Tum              | 80        | 0    | 50       | 115     | 245       |
| Trần Bảo Phú        | THPT Chuyên Lê Quý Đôn, Ninh Thuận | 90        | 10   | 60       | 60      | 220       |
| Đỗ Hoàng Minh       | THPT Quốc Oai, Hà Nội              | 60        | 10   | 150      | 30      | 250       |
| Mạc Liên Cường      | THPT Thanh Thuỷ, Phú Thọ           | 50        | 70   | 100      | 10      | 230       |

### Tuần 3 - Tháng 2 - Quý 2 | 7/2/2021 (20)
| Họ tên thí sinh          | Trường                               | Khởi động | VCNV | Tăng tốc | Về đích | Tổng điểm |
| ------------------------ | ------------------------------------ | --------- | ---- | -------- | ------- | --------- |
| Nguyễn Đình Huy          | THPT Chuyên Đại học Vinh, Nghệ An    | 50        | 90   | 130      | 60      | 330       |
| Nguyễn Dương Phương Thảo | THPT Chuyên Lương Văn Tụy, Ninh Bình | 60        | 0    | 50       | 80      | 190       |
| Trương Nhật Trọng        | THPT Lưu Văn Liệt, Vĩnh Long         | 50        | 0    | 30       | 40      | 120       |
| Nguyễn Minh Ngọc         | THPT Lê Văn Thịnh, Bắc Ninh          | 60        | 0    | 120      | -40     | 140       |

### Tháng 2 - Quý 2 | 14/2/2021 (21)
Số phát sóng đầu tiên của Năm Mới Tân Sửu 2021
| Tháng 2 - Quý 2    | Tháng 2 - Quý 2                      | Tháng 2 - Quý 2 | Tháng 2 - Quý 2 | Tháng 2 - Quý 2 | Tháng 2 - Quý 2 | Tháng 2 - Quý 2 |
| Họ tên thí sinh    | Trường                               | Khởi động       | VCNV            | Tăng tốc        | Về đích         | Tổng điểm       |
| ------------------ | ------------------------------------ | --------------- | --------------- | --------------- | --------------- | --------------- |
| Nguyễn Đình Huy    | THPT Chuyên Đại học Vinh, Nghệ An    | 50              | 10              | 70              | -10             | 120             |
| Lương Trường Giang | THPT Chuyên Thái Nguyên, Thái Nguyên | 40              | 10              | 40              | -50             | 40              |
| Đỗ Hoàng Minh      | THPT Quốc Oai, Hà Nội                | 30              | 80              | 100             | 0               | 210             |
| Nguyễn Nghĩa       | THPT Chợ Gạo, Tiền Giang             | 50              | 10              | 70              | 90              | 220             |

### Tuần 1 - Tháng 3 - Quý 2 | 21/2/2021 (22)
| Họ tên thí sinh    | Trường                       | Khởi động | VCNV | Tăng tốc | Về đích | Tổng điểm |
| ------------------ | ---------------------------- | --------- | ---- | -------- | ------- | --------- |
| Nguyễn Đỗ Duy Quân | THPT Chuyên Bến Tre, Bến Tre | 90        | 0    | 90       | 40      | 220       |
| Nguyễn Thị Bảo     | THPT Phổ Yên, Thái Nguyên    | 60        | 0    | 130      | -15     | 175       |
| Vũ Huy Long        | THPT Yên Lãng, Hà Nội        | 70        | 0    | 90       | -10     | 150       |
| Đặng Thị Thu Thảo  | THPT Nghi Lộc 5, Nghệ An     | 40        | 90   | 40       | 20      | 190       |

### Tuần 2 - Tháng 3 - Quý 2 | 28/2/2021 (23)
| Họ tên thí sinh     | Trường                                     | Khởi động | VCNV | Tăng tốc | Về đích | Tổng điểm |
| ------------------- | ------------------------------------------ | --------- | ---- | -------- | ------- | --------- |
| Nguyễn Việt Thái    | THPT Chuyên Ngoại ngữ, ĐHQG Hà Nội, Hà Nội | 90        | 90   | 80       | 20      | 280       |
| Phạm Thị Minh Trang | THCS & THPT Đông Du, Đắk Lắk               | 60        | 0    | 40       | -60     | 40        |
| Tô Hoàng Nhật       | THPT số 1 Đức Phổ, Quảng Ngãi              | 80        | 10   | 160      | 40      | 290       |
| Nguyễn Phương Linh  | THPT Chuyên Vĩnh Phúc, Vĩnh Phúc           | 100       | 10   | 50       | 60      | 220       |

### Tuần 3 - Tháng 3 - Quý 2 | 7/3/2021 (24)
| Họ tên thí sinh   | Trường                           | Khởi động | VCNV | Tăng tốc | Về đích | Tổng điểm |
| ----------------- | -------------------------------- | --------- | ---- | -------- | ------- | --------- |
| Nguyễn Thị Trà My | THPT Trưng Vương, Hưng Yên       | 60        | 10   | 50       | 100     | 220       |
| Phạm Đức Minh     | THPT Yên Mô B, Ninh Bình         | 80        | 10   | 40       | -40     | 90        |
| Trần Quang Huy    | THPT Chuyên Chu Văn An, Lạng Sơn | 70        | 90   | 120      | 20      | 300       |
| Nguyễn Thuỳ Dương | THPT Sóc Sơn, Hà Nội             | 60        | 10   | 120      | -5      | 185       |

### Tháng 3 - Quý 2 | 14/3/2021 (25)
| Tháng 3 - Quý 2    | Tháng 3 - Quý 2                            | Tháng 3 - Quý 2 | Tháng 3 - Quý 2 | Tháng 3 - Quý 2 | Tháng 3 - Quý 2 | Tháng 3 - Quý 2 |
| Họ tên thí sinh    | Trường                                     | Khởi động       | VCNV            | Tăng tốc        | Về đích         | Tổng điểm       |
| ------------------ | ------------------------------------------ | --------------- | --------------- | --------------- | --------------- | --------------- |
| Trần Quang Huy     | THPT Chuyên Chu Văn An, Lạng Sơn           | 70              | 0               | 70              | -40             | 100             |
| Nguyễn Việt Thái   | THPT Chuyên Ngoại ngữ, ĐHQG Hà Nội, Hà Nội | 60              | 10              | 160             | 25              | 255             |
| Tô Hoàng Nhật      | THPT số 1 Đức Phổ, Quảng Ngãi              | 70              | 10              | 90              | 30              | 200             |
| Nguyễn Đỗ Duy Quân | THPT Chuyên Bến Tre, Bến Tre               | 80              | 80              | 70              | 10              | 240             |

### Quý 2 | 21/3/2021 (26)
| Quý 2              | Quý 2                                                         | Quý 2     | Quý 2 | Quý 2    | Quý 2   | Quý 2     |
| Họ tên thí sinh    | Trường                                                        | Khởi động | VCNV  | Tăng tốc | Về đích | Tổng điểm |
| ------------------ | ------------------------------------------------------------- | --------- | ----- | -------- | ------- | --------- |
| Nguyễn Việt Thái   | THPT Chuyên Ngoại ngữ, ĐHQG Hà Nội, Hà Nội                    | 50        | 80    | 150      | 15      | 295       |
| Nguyễn Đỗ Duy Quân | THPT Chuyên Bến Tre, Bến Tre                                  | 30        | 0     | 70       | 10      | 110       |
| Nguyễn Tấn Khải    | Trường Quốc tế TP. Hồ Chí Minh - Học viện Mỹ, TP. Hồ Chí Minh | 30        | 0     | 50       | -45     | 35        |
| Nguyễn Nghĩa       | THPT Chợ Gạo, Tiền Giang                                      | 30        | 0     | 120      | -10     | 140       |

### Tuần 1 - Tháng 1 - Quý 3 | 28/03/2021 (27)
Cù Đức Hiếu là thí sinh thứ 2 xác lập kỉ lục 130 điểm trong phần thi Khởi động.
| Họ tên thí sinh      | Trường                             | Khởi động | VCNV | Tăng tốc | Về đích | Tổng điểm |
| -------------------- | ---------------------------------- | --------- | ---- | -------- | ------- | --------- |
| Nguyễn Đức Anh       | THPT Yên Phong số 1, Bắc Ninh      | 80        | 70   | 110      | 15      | 275       |
| Phạm Khánh Chi       | THCS & THPT Lương Thế Vinh, Hà Nội | 80        | 10   | 60       | -10     | 140       |
| Cù Đức Hiếu          | THPT Bỉm Sơn, Thanh Hoá            | 130       | 10   | 90       | 50      | 280       |
| Nguyễn Thị Thu Hương | THPT Lương Phú, Thái Nguyên        | 110       | 10   | 130      | 45      | 295       |

### Tuần 2 - Tháng 1 - Quý 3 | 4/4/2021 (28)
| Họ tên thí sinh | Trường                            | Khởi động | VCNV | Tăng tốc | Về đích | Tổng điểm |
| --------------- | --------------------------------- | --------- | ---- | -------- | ------- | --------- |
| Nguyễn Đức Mạnh | THPT Phan Đình Phùng, Hà Tĩnh     | 80        | 10   | 100      | 0       | 190       |
| Ngô Đặng Bá Huy | THPT Xuyên Mộc, Bà Rịa - Vũng Tàu | 100       | 10   | 100      | -30     | 180       |
| Vũ Hoàng Linh   | THPT Na Rì, Bắc Kạn               | 80        | 10   | 40       | -5      | 135       |
| Nguyễn Tấn An   | THPT Chuyên Lê Quý Đôn, Bình Định | 90        | 60   | 120      | 0       | 270       |

### Tuần 3 - Tháng 1 - Quý 3 | 11/4/2021 (29)
| Họ tên thí sinh | Trường                                     | Khởi động | VCNV | Tăng tốc | Về đích | Tổng điểm |
| --------------- | ------------------------------------------ | --------- | ---- | -------- | ------- | --------- |
| Lưu Phương Diệu | THPT Giao Thuỷ B, Nam Định                 | 90        | 10   | 80       | 60      | 240       |
| Nguyễn Thị Thi  | THPT Đô Lương 3, Nghệ An                   | 70        | 80   | 10       | 30      | 190       |
| Nguyễn Minh Huy | THPT Chuyên Lê Hồng Phong, TP. Hồ Chí Minh | 100       | 10   | 100      | -25     | 185       |
| Kiều Minh Quang | THPT Chuyên Lào Cai, Lào Cai               | 70        | 10   | 130      | 20      | 230       |

### Tháng 1 - Quý 3 | 18/4/2021 (30)
| Tháng 1 - Quý 3      | Tháng 1 - Quý 3                   | Tháng 1 - Quý 3 | Tháng 1 - Quý 3 | Tháng 1 - Quý 3 | Tháng 1 - Quý 3 | Tháng 1 - Quý 3 |
| Họ tên thí sinh      | Trường                            | Khởi động       | VCNV            | Tăng tốc        | Về đích         | Tổng điểm       |
| -------------------- | --------------------------------- | --------------- | --------------- | --------------- | --------------- | --------------- |
| Lưu Phương Diệu      | THPT Giao Thuỷ B, Nam Định        | 70              | 10              | 10              | 0               | 90              |
| Nguyễn Thị Thu Hương | THPT Lương Phú, Thái Nguyên       | 80              | 10              | 110             | 25              | 225             |
| Cù Đức Hiếu          | THPT Bỉm Sơn, Thanh Hoá           | 40              | 20              | 130             | 50              | 240             |
| Nguyễn Tấn An        | THPT Chuyên Lê Quý Đôn, Bình Định | 90              | 60              | 120             | 50              | 320             |

### Tuần 1 - Tháng 2 - Quý 3 | 25/4/2021 (31)
| Họ tên thí sinh       | Trường                               | Khởi động | VCNV | Tăng tốc | Về đích | Tổng điểm |
| --------------------- | ------------------------------------ | --------- | ---- | -------- | ------- | --------- |
| Nguyễn Viết Hà        | THPT Hoàng Mai, Nghệ An              | 80        | 70   | 150      | 90      | 390       |
| Trương Thị Minh Trang | THPT Chuyên Thoại Ngọc Hầu, An Giang | 50        | 10   | 100      | -10     | 150       |
| Cao Thị Tường Vy      | THPT Dương Quảng Hàm, Hưng Yên       | 50        | 20   | 50       | -20     | 100       |
| Dương Thế Khải        | THPT Chuyên Bắc Giang, Bắc Giang     | 60        | 20   | 80       | 40      | 200       |

### Tuần 2 - Tháng 2 - Quý 3 | 2/5/2021 (32)
| Họ tên thí sinh    | Trường                             | Khởi động | VCNV | Tăng tốc | Về đích | Tổng điểm |
| ------------------ | ---------------------------------- | --------- | ---- | -------- | ------- | --------- |
| Hồ Đắc Huy         | THPT Bùi Thị Xuân, TP. Hồ Chí Minh | 60        | 20   | 40       | -40     | 80        |
| Đỗ Thu Phương      | THPT Đoan Hùng, Phú Thọ            | 80        | 60   | 40       | 25      | 205       |
| Nguyễn Mạnh Dũng   | THPT Chuyên Quốc học, TP. Huế      | 120       | 20   | 160      | 40      | 340       |
| Lương Thị Trâm Anh | THPT Phan Bội Châu, Đắk Lắk        | 40        | 10   | 40       | 10      | 100       |

### Tuần 3 - Tháng 2 - Quý 3 | 9/5/2021 (33)
| Họ tên thí sinh     | Trường                       | Khởi động | VCNV | Tăng tốc | Về đích | Tổng điểm |
| ------------------- | ---------------------------- | --------- | ---- | -------- | ------- | --------- |
| Đỗ Thị Phương Nga   | THPT Trần Phú, Lâm Đồng      | 80        | 10   | 60       | 80      | 230       |
| Nguyễn Hải Lâm      | THPT Phúc Thọ, Hà Nội        | 50        | 10   | 110      | -20     | 150       |
| Nguyễn Thảo Anh Thư | THPT Chuyên Long An, Long An | 50        | 80   | 60       | 20      | 210       |
| Dương Minh Hiển     | THPT Kiến An, Hải Phòng      | 90        | 0    | 130      | 0       | 220       |

### Tháng 2 - Quý 3 | 16/5/2021 (34)
| Tháng 2 - Quý 3   | Tháng 2 - Quý 3               | Tháng 2 - Quý 3 | Tháng 2 - Quý 3 | Tháng 2 - Quý 3 | Tháng 2 - Quý 3 | Tháng 2 - Quý 3 |
| Họ tên thí sinh   | Trường                        | Khởi động       | VCNV            | Tăng tốc        | Về đích         | Tổng điểm       |
| ----------------- | ----------------------------- | --------------- | --------------- | --------------- | --------------- | --------------- |
| Nguyễn Viết Hà    | THPT Hoàng Mai, Nghệ An       | 70              | 80              | 110             | 50              | 310             |
| Nguyễn Mạnh Dũng  | THPT Chuyên Quốc học, TP. Huế | 90              | 0               | 120             | -60             | 150             |
| Đỗ Thị Phương Nga | THPT Trần Phú, Lâm Đồng       | 40              | 10              | 90              | 100             | 240             |
| Dương Minh Hiển   | THPT Kiến An, Hải Phòng       | 60              | 0               | 60              | -30             | 90              |

### Tuần 1 - Tháng 3 - Quý 3 | 23/5/2021 (35)
| Họ tên thí sinh     | Trường                                 | Khởi động | VCNV | Tăng tốc | Về đích | Tổng điểm |
| ------------------- | -------------------------------------- | --------- | ---- | -------- | ------- | --------- |
| Nguyễn Nhật Nam     | THPT Đống Đa, Hà Nội                   | 90        | 90   | 100      | 10      | 290       |
| Mai Nhật Nam        | THPT Nguyễn Chí Thanh, TP. Hồ Chí Minh | 80        | 10   | 20       | -20     | 90        |
| Nguyễn Lê Gia Khánh | THPT Lệ Thuỷ, Quảng Bình               | 60        | 10   | 60       | -10     | 120       |
| Trần Danh Nhân      | THPT Chuyên Lý Tự Trọng, Cần Thơ       | 110       | 10   | 110      | 60      | 290       |

### Tuần 2 - Tháng 3 - Quý 3 | 30/5/2021 (36)
| Họ tên thí sinh       | Trường                                   | Khởi động | VCNV | Tăng tốc | Về đích | Tổng điểm |
| --------------------- | ---------------------------------------- | --------- | ---- | -------- | ------- | --------- |
| Nguyễn Ngọc Dũng      | THPT Thanh Hà, Hải Dương                 | 100       | 70   | 140      | 70      | 380       |
| Lê Thị Thu Trang      | THCS & THPT Chu Văn An, Quảng Ninh       | 40        | 0    | 50       | 0       | 90        |
| Nguyễn Văn Duy Bảo    | THPT Chuyên Nguyễn Bỉnh Khiêm, Quảng Nam | 50        | 0    | 90       | 20      | 160       |
| Trương Ngọc Bích Châu | THPT Chuyên Nguyễn Quang Diêu, Đồng Tháp | 10        | 10   | 90       | -25     | 85        |

### Tuần 3 - Tháng 3 - Quý 3 | 6/6/2021 (37)
| Họ tên thí sinh       | Trường                                             | Khởi động | VCNV | Tăng tốc | Về đích | Tổng điểm |
| --------------------- | -------------------------------------------------- | --------- | ---- | -------- | ------- | --------- |
| Trần Nguyễn Thanh Lâm | THPT Tân Phú, Đồng Nai                             | 50        | 0    | 90       | 5       | 145       |
| Nguyễn Minh Trung     | THPT Việt Trì, Phú Thọ                             | 100       | 10   | 90       | 20      | 220       |
| Trần Hậu An Nguyên    | THPT Chuyên Hà Tĩnh, Hà Tĩnh                       | 60        | 0    | 90       | -20     | 130       |
| Nguyễn Thiện Hải An   | THPT Chuyên Khoa học Tự nhiên, ĐHQG Hà Nội, Hà Nội | 150       | 80   | 110      | 70      | 410       |

### Tháng 3 - Quý 3 | 13/6/2021 (38)
| Tháng 3 - Quý 3     | Tháng 3 - Quý 3                                    | Tháng 3 - Quý 3 | Tháng 3 - Quý 3 | Tháng 3 - Quý 3 | Tháng 3 - Quý 3 | Tháng 3 - Quý 3 |
| Họ tên thí sinh     | Trường                                             | Khởi động       | VCNV            | Tăng tốc        | Về đích         | Tổng điểm       |
| ------------------- | -------------------------------------------------- | --------------- | --------------- | --------------- | --------------- | --------------- |
| Nguyễn Nhật Nam     | THPT Đống Đa, Hà Nội                               | 60              | 10              | 50              | -20             | 100             |
| Trần Danh Nhân      | THPT Chuyên Lý Tự Trọng, Cần Thơ                   | 110             | 60              | 60              | 80              | 310             |
| Nguyễn Thiện Hải An | THPT Chuyên Khoa học Tự nhiên, ĐHQG Hà Nội, Hà Nội | 80              | 0               | 120             | 60              | 260             |
| Nguyễn Ngọc Dũng    | THPT Thanh Hà, Hải Dương                           | 50              | 10              | 30              | -40             | 50              |

### Quý 3 | 20/6/2021 (39)
| Quý 3               | Quý 3                                              | Quý 3     | Quý 3 | Quý 3    | Quý 3   | Quý 3     |
| Họ tên thí sinh     | Trường                                             | Khởi động | VCNV  | Tăng tốc | Về đích | Tổng điểm |
| ------------------- | -------------------------------------------------- | --------- | ----- | -------- | ------- | --------- |
| Nguyễn Tấn An       | THPT Chuyên Lê Quý Đôn, Bình Định                  | 60        | 0     | 60       | -45     | 75        |
| Trần Danh Nhân      | THPT Chuyên Lý Tự Trọng, Cần Thơ                   | 70        | 10    | 60       | -50     | 90        |
| Nguyễn Viết Hà      | THPT Hoàng Mai, Nghệ An                            | 40        | 90    | 130      | 60      | 320       |
| Nguyễn Thiện Hải An | THPT Chuyên Khoa học Tự nhiên, ĐHQG Hà Nội, Hà Nội | 80        | 0     | 120      | 125     | 325       |

### Tuần 1 - Tháng 1 - Quý 4 | 27/6/2021 (40)
Đỗ Hồng Liên là thí sinh thứ 2 giành được 150 điểm sau phần thi Khởi động. Cô cũng là thí sinh nữ có điểm tổng cao nhất với 390 điểm (tính đến thời điểm này)
| Họ tên thí sinh    | Trường                           | Khởi động | VCNV | Tăng tốc | Về đích | Tổng điểm |
| ------------------ | -------------------------------- | --------- | ---- | -------- | ------- | --------- |
| Trương Công Minh   | THPT Chuyên Lê Khiết, Quảng Ngãi | 80        | 10   | 110      | 95      | 295       |
| Đỗ Hồng Liên       | THPT Mê Linh, Hà Nội             | 150       | 70   | 130      | 40      | 390       |
| Võ Quốc Thịnh      | THPT Trần Văn Thời, Cà Mau       | 70        | 20   | 100      | 20      | 210       |
| Phan Thị Thu Huyền | THPT Thái Hoà, Nghệ An           | 20        | 10   | 40       | 10      | 80        |

### Tuần 2 - Tháng 1 - Quý 4 | 4/7/2021 (41)
| Họ tên thí sinh        | Trường                                                         | Khởi động | VCNV | Tăng tốc | Về đích | Tổng điểm |
| ---------------------- | -------------------------------------------------------------- | --------- | ---- | -------- | ------- | --------- |
| Nguyễn Vũ Nhật Huy     | THPT Chuyên Hùng Vương, Gia Lai                                | 110       | 10   | 70       | 20      | 210       |
| Vũ Minh Đức            | THPT Lương Tài, Bắc Ninh                                       | 110       | 10   | 60       | 70      | 250       |
| Nguyễn Đình Duy Anh    | THPT Chuyên Phan Bội Châu, Nghệ An                             | 120       | 90   | 110      | 0       | 320       |
| Nguyễn Trần Minh Thiện | TH Thực hành, Đại học Sư phạm TP. Hồ Chí Minh, TP. Hồ Chí Minh | 110       | 10   | 70       | 30      | 220       |

### Tuần 3 - Tháng 1 - Quý 4 | 11/7/2021 (42)
| Họ tên thí sinh | Trường                               | Khởi động | VCNV | Tăng tốc | Về đích | Tổng điểm |
| --------------- | ------------------------------------ | --------- | ---- | -------- | ------- | --------- |
| Trương Khánh Ly | THPT Ngọc Hồi, Hà Nội                | 40        | 0    | 100      | -35     | 105       |
| Trần Tuấn Khoa  | THPT Chuyên Tiền Giang, Tiền Giang   | 40        | 20   | 20       | 100     | 180       |
| Mai Hương Trà   | THPT Chuyên Lê Thánh Tông, Quảng Nam | 90        | 60   | 140      | -10     | 280       |
| Trần Việt Hà    | THPT Thị xã Nghĩa Lộ, Yên Bái        | 30        | 0    | 100      | 20      | 150       |

### Tháng 1 - Quý 4 | 18/7/2021 (43)
| Tháng 1 - Quý 4     | Tháng 1 - Quý 4                      | Tháng 1 - Quý 4 | Tháng 1 - Quý 4 | Tháng 1 - Quý 4 | Tháng 1 - Quý 4 | Tháng 1 - Quý 4 |
| Họ tên thí sinh     | Trường                               | Khởi động       | VCNV            | Tăng tốc        | Về đích         | Tổng điểm       |
| ------------------- | ------------------------------------ | --------------- | --------------- | --------------- | --------------- | --------------- |
| Nguyễn Đình Duy Anh | THPT Chuyên Phan Bội Châu, Nghệ An   | 80              | 20              | 70              | 80              | 250             |
| Mai Hương Trà       | THPT Chuyên Lê Thánh Tông, Quảng Nam | 50              | 60              | 110             | -30             | 190             |
| Đỗ Hồng Liên        | THPT Mê Linh, Hà Nội                 | 80              | 20              | 100             | 40              | 240             |
| Trương Công Minh    | THPT Chuyên Lê Khiết, Quảng Ngãi     | 60              | 10              | 100             | 90              | 260             |

### Tuần 1 - Tháng 2 - Quý 4 | 25/7/2021 (44)
| Họ tên thí sinh | Trường                           | Khởi động | VCNV | Tăng tốc | Về đích | Tổng điểm |
| --------------- | -------------------------------- | --------- | ---- | -------- | ------- | --------- |
| Ngô Minh Phương | THPT Lê Hồng Phong, Phú Yên      | 40        | 10   | 50       | 30      | 130       |
| Phan Thanh Tịnh | THPT Chuyên Lê Quý Đôn, Đà Nẵng  | 50        | 10   | 100      | 60      | 220       |
| Đàm Văn Hiển    | THPT Nguyễn Trung Ngạn, Hưng Yên | 90        | 10   | 80       | -60     | 120       |
| Phan Doãn Nhân  | THPT Nguyễn Trãi, Thái Bình      | 100       | 70   | 140      | -10     | 300       |

### Tuần 2 - Tháng 2 - Quý 4 | 1/8/2021 (45)
| Họ tên thí sinh     | Trường                                      | Khởi động | VCNV | Tăng tốc | Về đích | Tổng điểm |
| ------------------- | ------------------------------------------- | --------- | ---- | -------- | ------- | --------- |
| Ngô Khang Huy       | THPT Chuyên Bắc Ninh, Bắc Ninh              | 70        | 40   | 110      | 60      | 280       |
| Trần Công Minh      | THPT Chuyên Hà Nội - Amsterdam, Hà Nội      | 110       | 40   | 130      | 50      | 330       |
| Đặng Thị Thanh Tú   | Trường Quốc học Quy Nhơn, Bình Định         | 30        | 40   | 60       | -50     | 80        |
| Trần Thị Hồng Thanh | PT Dân tộc Nội trú Thái Nguyên, Thái Nguyên | 40        | 20   | 90       | -25     | 125       |

### Tuần 3 - Tháng 2 - Quý 4 | 8/8/2021 (46)
| Họ tên thí sinh  | Trường                          | Khởi động | VCNV | Tăng tốc | Về đích | Tổng điểm |
| ---------------- | ------------------------------- | --------- | ---- | -------- | ------- | --------- |
| Trần Hải Anh     | THPT Quang Trung, Hải Dương     | 90        | 10   | 60       | 40      | 200       |
| Trần Minh Đức    | THPT Hồng Lĩnh, Hà Tĩnh         | 60        | 20   | 120      | 15      | 215       |
| Nguyễn Tuấn Ngọc | THPT Chuyên Hùng Vương, Phú Thọ | 110       | 60   | 120      | -5      | 285       |
| Trần Xuân Hiển   | THPT Phú Lương, Thái Nguyên     | 70        | 10   | 60       | -40     | 100       |

### Tháng 2 - Quý 4 | 15/8/2021 (47)
| Tháng 2 - Quý 4  | Tháng 2 - Quý 4                        | Tháng 2 - Quý 4 | Tháng 2 - Quý 4 | Tháng 2 - Quý 4 | Tháng 2 - Quý 4 | Tháng 2 - Quý 4 |
| Họ tên thí sinh  | Trường                                 | Khởi động       | VCNV            | Tăng tốc        | Về đích         | Tổng điểm       |
| ---------------- | -------------------------------------- | --------------- | --------------- | --------------- | --------------- | --------------- |
| Ngô Khang Huy    | THPT Chuyên Bắc Ninh, Bắc Ninh         | 90              | 30              | 60              | -20             | 160             |
| Phan Doãn Nhân   | THPT Nguyễn Trãi, Thái Bình            | 80              | 30              | 50              | -15             | 145             |
| Nguyễn Tuấn Ngọc | THPT Chuyên Hùng Vương, Phú Thọ        | 90              | 10              | 80              | -35             | 145             |
| Trần Công Minh   | THPT Chuyên Hà Nội - Amsterdam, Hà Nội | 100             | 70              | 120             | 40              | 330             |

### Tuần 1 - Tháng 3 - Quý 4 | 22/8/2021 (48)
| Họ tên thí sinh    | Trường                         | Khởi động | VCNV | Tăng tốc | Về đích | Tổng điểm |
| ------------------ | ------------------------------ | --------- | ---- | -------- | ------- | --------- |
| Phạm Bùi Hải Đăng  | THPT Gia Viễn A, Ninh Bình     | 70        | 30   | 60       | 120     | 280       |
| Hoàng Hồng Đức     | THPT Lương Văn Tri, Lạng Sơn   | 50        | 50   | 40       | -60     | 80        |
| Phạm Việt Hoàng    | THPT Chuyên Nguyễn Huệ, Hà Nội | 60        | 10   | 110      | 45      | 225       |
| Hoàng Công Gia Bảo | THPT Nguyễn Duy Trinh, Nghệ An | 90        | 10   | 150      | 50      | 300       |

### Tuần 2 - Tháng 3 - Quý 4 | 29/8/2021 (49)
| Họ tên thí sinh  | Trường                           | Khởi động | VCNV | Tăng tốc | Về đích | Tổng điểm |
| ---------------- | -------------------------------- | --------- | ---- | -------- | ------- | --------- |
| Bùi Đức Đăng     | THPT Chuyên Hạ Long, Quảng Ninh  | 110       | 10   | 120      | 50      | 290       |
| Lê Thanh Quý Hải | THPT Thị xã Quảng Trị, Quảng Trị | 100       | 70   | 140      | 35      | 345       |
| Hoàng Văn Thái   | THPT Hoài Đức A, Hà Nội          | 110       | 10   | 40       | -30     | 130       |
| Lê Đức Toàn      | THPT Sáng Sơn, Vĩnh Phúc         | 20        | 0    | 50       | 0       | 70        |

### Tuần 3 - Tháng 3 - Quý 4 | 5/9/2021 (50)
| Họ tên thí sinh   | Trường                                 | Khởi động | VCNV | Tăng tốc | Về đích | Tổng điểm |
| ----------------- | -------------------------------------- | --------- | ---- | -------- | ------- | --------- |
| Võ Phạm Gia Bảo   | THPT Cát Tiên, Lâm Đồng                | 50        | 0    | 80       | 80      | 210       |
| Lê Hạnh An        | THPT Nông Cống 4, Thanh Hoá            | 70        | 0    | 70       | 10      | 150       |
| Nguyễn Minh Triết | THPT Chuyên Võ Nguyên Giáp, Quảng Bình | 80        | 80   | 70       | 10      | 240       |
| Đỗ Như Vui        | THPT Hương Cần, Phú Thọ                | 60        | 0    | 80       | 10      | 150       |

### Tháng 3 - Quý 4 | 12/9/2021 (51)
|}
| Tháng 3 - Quý 4    | Tháng 3 - Quý 4                        | Tháng 3 - Quý 4 | Tháng 3 - Quý 4 | Tháng 3 - Quý 4 | Tháng 3 - Quý 4 | Tháng 3 - Quý 4 |
| Họ tên thí sinh    | Trường                                 | Khởi động       | VCNV            | Tăng tốc        | Về đích         | Tổng điểm       |
| ------------------ | -------------------------------------- | --------------- | --------------- | --------------- | --------------- | --------------- |
| Nguyễn Minh Triết  | THPT Chuyên Võ Nguyên Giáp, Quảng Bình | 60              | 60              | 50              | 5               | 175             |
| Lê Thanh Quý Hải   | THPT Thị xã Quảng Trị, Quảng Trị       | 30              | 0               | 70              | -50             | 50              |
| Hoàng Công Gia Bảo | THPT Nguyễn Duy Trinh, Nghệ An         | 50              | 10              | 30              | 95              | 185             |
| Bùi Đức Đăng       | THPT Chuyên Hạ Long, Quảng Ninh        | 50              | 10              | 130             | 40              | 230             |

### Quý 4 | 19/9/2021 (52)
| Quý 4               | Quý 4                                  | Quý 4     | Quý 4 | Quý 4    | Quý 4   | Quý 4     |
| Họ tên thí sinh     | Trường                                 | Khởi động | VCNV  | Tăng tốc | Về đích | Tổng điểm |
| ------------------- | -------------------------------------- | --------- | ----- | -------- | ------- | --------- |
| Bùi Đức Đăng        | THPT Chuyên Hạ Long, Quảng Ninh        | 60        | 10    | 80       | 80      | 230       |
| Nguyễn Đình Duy Anh | THPT Chuyên Phan Bội Châu, Nghệ An     | 50        | 70    | 60       | 70      | 250       |
| Trương Công Minh    | THPT Chuyên Lê Khiết, Quảng Ngãi       | 60        | 0     | 120      | 10      | 190       |
| Trần Công Minh      | THPT Chuyên Hà Nội - Amsterdam, Hà Nội | 80        | 10    | 110      | 15      | 215       |

### Vòng Chung kết năm | 14/11/2021 (53)
Phát sóng: 08h30 ngày 14 tháng 11 năm 2021 trên VTV3.
| CHUNG KẾT NĂM       | CHUNG KẾT NĂM                                      | CHUNG KẾT NĂM | CHUNG KẾT NĂM | CHUNG KẾT NĂM | CHUNG KẾT NĂM | CHUNG KẾT NĂM |
| Họ tên thí sinh     | Trường                                             | Khởi động     | VCNV          | Tăng tốc      | Về đích       | Tổng điểm     |
| ------------------- | -------------------------------------------------- | ------------- | ------------- | ------------- | ------------- | ------------- |
| Nguyễn Thiện Hải An | THPT Chuyên Khoa học Tự nhiên, ĐHQG Hà Nội, Hà Nội | 70            | 10            | 80            | 80            | 240           |
| Nguyễn Hoàng Khánh  | THPT Bạch Đằng, Quảng Ninh                         | 80            | 70            | 100           | 65            | 315           |
| Nguyễn Việt Thái    | THPT Chuyên Ngoại ngữ, ĐHQG Hà Nội, Hà Nội         | 80            | 10            | 70            | -5            | 155           |
| Nguyễn Đình Duy Anh | THPT Chuyên Phan Bội Châu, Nghệ An                 | 40            | 10            | 50            | -40           | 60            |

## Tổng kết

### Số lượt thí sinh tham gia ở các tỉnh thành
| Tỉnh, thành       | Vòng tuần | Vòng tháng | Vòng quý | Chung kết năm | Tổng (địa phương) |
| ----------------- | --------- | ---------- | -------- | ------------- | ----------------- |
| An Giang          | 1         |            |          |               | 1                 |
| Bà Rịa - Vũng Tàu | 2         |            |          |               | 2                 |
| Bắc Giang         | 3         |            |          |               | 3                 |
| Bắc Kạn           | 2         |            |          |               | 2                 |
| Bạc Liêu          |           |            |          |               |                   |
| Bắc Ninh          | 3         | 1          |          |               | 4                 |
| Bến Tre           |           |            | 1        |               | 1                 |
| Bình Dương        | 1         |            |          |               | 1                 |
| Bình Định         | 2         |            | 1        |               | 3                 |
| Bình Phước        |           |            |          |               |                   |
| Bình Thuận        | 1         |            |          |               | 1                 |
| Cà Mau            | 1         |            |          |               | 1                 |
| Cao Bằng          |           |            |          |               |                   |
| Cần Thơ           | 1         |            | 1        |               | 2                 |
| Đà Nẵng           | 1         |            |          |               | 1                 |
| Đắk Lắk           | 2         |            |          |               | 2                 |
| Đắk Nông          |           | 1          |          |               | 1                 |
| Đồng Nai          | 2         |            |          |               | 2                 |
| Đồng Tháp         | 1         |            |          |               | 1                 |
| Điện Biên         |           |            |          |               |                   |
| Gia Lai           | 2         |            |          |               | 2                 |
| Hà Giang          |           |            |          |               |                   |
| Hà Nam            |           |            |          |               |                   |
| Hà Nội            | 11        | 5          | 3        | 2             | 21                |
| Hà Tĩnh           | 4         |            |          |               | 4                 |
| Hải Dương         | 2         | 1          |          |               | 3                 |
| Hải Phòng         | 2         | 1          |          |               | 3                 |
| Hậu Giang         |           |            |          |               |                   |
| Hoà Bình          |           | 1          |          |               | 1                 |
| Hưng Yên          | 4         |            | 1        |               | 5                 |
| Khánh Hoà         |           | 1          |          |               | 1                 |
| Kiên Giang        |           |            |          |               |                   |
| Kon Tum           | 2         |            |          |               | 2                 |
| Lai Châu          |           |            |          |               |                   |
| Lạng Sơn          | 1         | 1          |          |               | 2                 |
| Lào Cai           | 1         |            |          |               | 1                 |
| Lâm Đồng          | 2         | 2          |          |               | 4                 |
| Long An           | 2         |            |          |               | 2                 |
| Nam Định          | 1         | 1          |          |               | 2                 |
| Nghệ An           | 5         | 2          | 1        | 1             | 9                 |
| Ninh Bình         | 3         | 2          |          |               | 5                 |
| Ninh Thuận        | 1         |            |          |               | 1                 |
| Phú Thọ           | 4         | 1          |          |               | 5                 |
| Phú Yên           | 1         |            |          |               | 1                 |
| Quảng Bình        | 1         | 1          |          |               | 2                 |
| Quảng Nam         | 1         | 2          |          |               | 3                 |
| Quảng Ngãi        | 1         | 1          | 1        |               | 3                 |
| Quảng Ninh        | 2         |            | 1        | 1             | 4                 |
| Quảng Trị         | 1         | 2          |          |               | 3                 |
| Sơn La            |           |            |          |               |                   |
| Sóc Trăng         | 1         |            |          |               | 1                 |
| Tây Ninh          |           |            |          |               |                   |
| Thái Bình         | 1         | 1          |          |               | 2                 |
| Thái Nguyên       | 4         | 2          |          |               | 6                 |
| Thanh Hoá         | 2         | 1          |          |               | 3                 |
| TP. Huế           |           | 1          |          |               | 1                 |
| Tiền Giang        | 1         |            | 1        |               | 2                 |
| TP. Hồ Chí Minh   | 6         | 1          | 1        |               | 8                 |
| Trà Vinh          |           |            |          |               |                   |
| Tuyên Quang       |           |            |          |               |                   |
| Vĩnh Long         | 1         |            |          |               | 1                 |
| Vĩnh Phúc         | 2         |            |          |               | 2                 |
| Yên Bái           | 1         |            |          |               | 1                 |
| Tổng (cả nước)    | 96        | 32         | 12       | 4             | 144               |

### Kỷ lục
| Khởi động (từ 120 điểm trở lên): | Khởi động (từ 120 điểm trở lên):                   | Khởi động (từ 120 điểm trở lên): | Khởi động (từ 120 điểm trở lên): |
| Họ tên thí sinh                  | Trường                                             | Số phát sóng                     | Điểm số                          |
| -------------------------------- | -------------------------------------------------- | -------------------------------- | -------------------------------- |
| Nguyễn Thiện Hải An              | THPT Chuyên Khoa học Tự nhiên, ĐHQG Hà Nội, Hà Nội | 37                               | 150                              |
| Đỗ Hồng Liên                     | THPT Mê Linh, Hà Nội                               | 40                               | 150                              |
| Lương Trường Giang               | THPT Chuyên Thái Nguyên, Thái Nguyên               | 18                               | 130                              |
| Cù Đức Hiếu                      | THPT Bỉm Sơn, Thanh Hoá                            | 27                               | 130                              |
| Nguyễn Anh Khôi                  | THPT Chuyên Nguyễn Chí Thanh, Đắk Nông             | 3                                | 120                              |
| Vũ Công Thành                    | THPT Chu Văn An, Hà Nội                            | 5                                | 120                              |
| Nguyễn Mạnh Dũng                 | THPT Chuyên Quốc học, Thừa Thiên - Huế             | 32                               | 120                              |
| Nguyễn Đình Duy Anh              | THPT Chuyên Phan Bội Châu, Nghệ An                 | 41                               | 120                              |

| Vượt chướng ngại vật (điểm số tối đa): | Vượt chướng ngại vật (điểm số tối đa):     | Vượt chướng ngại vật (điểm số tối đa): | Vượt chướng ngại vật (điểm số tối đa): |
| Họ tên thí sinh                        | Trường                                     | Số phát sóng                           | Điểm số                                |
| -------------------------------------- | ------------------------------------------ | -------------------------------------- | -------------------------------------- |
| Nguyễn Anh Khôi                        | THPT Chuyên Nguyễn Chí Thanh, Đắk Nông     | 3                                      | 90                                     |
| Ngô Đức Trung                          | THPT Nguyễn Hữu Huân, TP. Hồ Chí Minh      | 6                                      | 90                                     |
| Nguyễn Lê Lâm Phúc                     | THPT Chuyên Thăng Long, Lâm Đồng           | 7                                      | 90                                     |
| Nguyễn Hoàng Khánh                     | THPT Bạch Đằng, Quảng Ninh                 | 13                                     | 90                                     |
| Nguyễn Đình Huy                        | THPT Chuyên Đại học Vinh, Nghệ An          | 20                                     | 90                                     |
| Đặng Thị Thu Thảo                      | THPT Nghi Lộc 5, Nghệ An                   | 22                                     | 90                                     |
| Nguyễn Việt Thái                       | THPT Chuyên Ngoại ngữ, ĐHQG Hà Nội, Hà Nội | 23                                     | 90                                     |
| Trần Quang Huy                         | THPT Chuyên Chu Văn An, Lạng Sơn           | 24                                     | 90                                     |
| Nguyễn Nhật Nam                        | THPT Đống Đa, Hà Nội                       | 35                                     | 90                                     |
| Nguyễn Viết Hà                         | THPT Hoàng Mai, Nghệ An                    | 39                                     | 90                                     |
| Nguyễn Đình Duy Anh                    | THPT Chuyên Phan Bội Châu, Nghệ An         | 41                                     | 90                                     |

| Tăng tốc (điểm số tối đa): | Tăng tốc (điểm số tối đa):                 | Tăng tốc (điểm số tối đa): | Tăng tốc (điểm số tối đa): |
| Họ tên thí sinh            | Trường                                     | Số phát sóng               | Điểm số                    |
| -------------------------- | ------------------------------------------ | -------------------------- | -------------------------- |
| Trần Đức Trung             | THPT Kim Sơn A, Ninh Bình                  | 7                          | 160                        |
| Nguyễn Sơn Tùng            | THPT Yên Viên, Hà Nội                      | 10                         | 160                        |
| Phạm Tuấn Anh              | THPT Kim Liên, Hà Nội                      | 16                         | 160                        |
| Tô Hoàng Nhật              | THPT số 1 Đức Phổ, Quảng Ngãi              | 23                         | 160                        |
| Nguyễn Việt Thái           | THPT Chuyên Ngoại ngữ, ĐHQG Hà Nội, Hà Nội | 25                         | 160                        |
| Nguyễn Mạnh Dũng           | THPT Chuyên Quốc học, Thừa Thiên - Huế     | 32                         | 160                        |

| Về đích (điểm tuyệt đối cho một lượt thi, không bao gồm điểm giành những thí sinh khác): | Về đích (điểm tuyệt đối cho một lượt thi, không bao gồm điểm giành những thí sinh khác): | Về đích (điểm tuyệt đối cho một lượt thi, không bao gồm điểm giành những thí sinh khác): | Về đích (điểm tuyệt đối cho một lượt thi, không bao gồm điểm giành những thí sinh khác): |
| Họ tên thí sinh                                                                          | Trường                                                                                   | Số phát sóng                                                                             | Điểm số                                                                                  |
| ---------------------------------------------------------------------------------------- | ---------------------------------------------------------------------------------------- | ---------------------------------------------------------------------------------------- | ---------------------------------------------------------------------------------------- |
| Phan Trần Tiến Hưng                                                                      | THPT Kon Tum, Kon Tum                                                                    | 19                                                                                       | 120                                                                                      |
| Nguyễn Thiện Hải An                                                                      | THPT Chuyên Khoa học Tự nhiên, ĐHQG Hà Nội, Hà Nội                                       | 39                                                                                       | 110                                                                                      |
| Nguyễn Quang Huy                                                                         | THPT Ngô Quyền - Ba Vì, Hà Nội                                                           | 1                                                                                        | 100                                                                                      |
| Võ Phạm Gia Bảo                                                                          | THPT Cát Tiên, Lâm Đồng                                                                  | 50                                                                                       | 80                                                                                       |
| Đỗ Thị Phương Nga                                                                        | THPT Trần Phú, Lâm Đồng                                                                  | 33                                                                                       | 70                                                                                       |
| Lưu Phương Diệu                                                                          | THPT Giao Thuỷ B, Nam Định                                                               | 29                                                                                       | 40                                                                                       |
| Trần Danh Nhân                                                                           | THPT Chuyên Lý Tự Trọng, Cần Thơ                                                         | 38                                                                                       | 40                                                                                       |

| Tổng điểm cao nhất: | Tổng điểm cao nhất:                                | Tổng điểm cao nhất: | Tổng điểm cao nhất: |
| Họ tên thí sinh     | Trường                                             | Số phát sóng        | Điểm số             |
| ------------------- | -------------------------------------------------- | ------------------- | ------------------- |
| Nguyễn Thiện Hải An | THPT Chuyên Khoa học Tự nhiên, ĐHQG Hà Nội, Hà Nội | 37                  | 410                 |

- Cuộc thi Tuần 2 - Tháng 1 - Quý 4 là cuộc thi duy nhất mà cả 4 thí sinh đều vượt mốc 100 điểm (Lần lượt là 110, 110, 120 và 110 điểm).